# Cincinnati Kings
Cincinnati Kings foi uma agremiação esportiva da cidade de Cincinnati, Ohio.  Disputava a USL Premier Development League.

## História
O Cincinnati Kings entrou na USL Second Division em 2005, sob a liderança de Yacoub Abdallahi, um empresário da Mauritania, e Jon Pickup, ex jogador de futebol com passagens por Wigan Athletic, Blackburn Rovers e Chester City.
Após o fim da USL Second Division para a criação da USL Pro, o Kings se transfere para a PDL. O clube disputou a USL PDL entre 2008 e 2012.

## Estatísticas

### Participações
|  | Participações em 2018 |

| Competição     | Competição               | Temporadas | Melhor campanha     | Estreia | Última | P | R |
| Estados Unidos | Lamar Hunt U.S. Open Cup | 3          | Segunda Fase (2006) | 2005    | 2007   |   | – |